# Nika Križnar
Nika Križnar (Škofja Loka, 9 marzo 2000) è una saltatrice con gli sci slovena, vincitrice di una Coppa del Mondo, di due medaglie olimpiche e di tre iridate.

## Biografia
La Križnar ha debuttato in Coppa del Mondo il 13 febbraio 2016 a Ljubno (14ª) e ai Campionati mondiali a Lahti 2017, dove si è classificata 13ª nella gara individuale e 4ª in quella a squadre. Ha ottenuto il primo podio in Coppa del Mondo il 20 gennaio 2018 a Zaō (2ª); ai XXIII Giochi olimpici invernali di Pyeongchang 2018, suo esordio olimpico, si è classificata 7ª nel trampolino normale.
Ai Mondiali di Seefeld in Tirol 2019 è stata 7ª nel trampolino normale, 4ª nella gara a squadre e 4ª nella gara a squadre mista; il 23 gennaio 2021 ha conquistato a Ljubno la prima vittoria in Coppa del Mondo e ai successivi Mondiali di Oberstdorf 2021 ha vinto la medaglia d'argento nella gara a squadre, la medaglia di bronzo nel trampolino lungo e si è classificata 5ª nel trampolino normale e 4ª nella gara a squadre mista. Al termine della stagione 2020-2021 ha conquistato la Coppa del Mondo. Ai XXIV Giochi olimpici invernali di Pechino 2022 ha vinto la medaglia d'oro nella gara a squadre mista e quella di bronzo nel trampolino normale; ai Mondiali di Planica 2023 ha vinto la medaglia di bronzo nella gara a squadre mista e si è piazzata 11ª nel trampolino normale, 10ª nel trampolino lungo e 4ª nella gara a squadre.

## Palmarès

### Olimpiadi
- 2 medaglie:
  - 1 oro (gara a squadre mista a Pechino 2022)
  - 1 bronzo (trampolino normale a Pechino 2022)

### Mondiali
- 3 medaglie:
  - 1 argento (gara a squadre a Oberstdorf 2021)
  - 2 bronzi (trampolino lungo a Oberstdorf 2021; gara a squadre mista a Planica 2023)

### Mondiali juniores
- 6 medaglie:
  - 4 ori (gara a squadre mista a Râșnov 2016; gara a squadre mista a Park City 2017; individuale, gara a squadre a Kandersteg-Goms 2018)
  - 1 argento (gara a squadre a Park City 2017)
  - 1 bronzo (individuale a Park City 2017)

### Coppa del Mondo
- Vincitrice della Coppa del Mondo nel 2021
- 38 podi (29 individuali, 9 a squadre):
  - 9 vittorie (6 individuali, 3 a squadre)
  - 15 secondi posti (10 individuali, 5 a squadre)
  - 14 terzi posti (13 individuali, 1 a squadre)

#### Coppa del Mondo - vittorie
| Data             | Località          | Nazione   | Trampolino                                                         |
| ---------------- | ----------------- | --------- | ------------------------------------------------------------------ |
| 23 gennaio 2021  | Ljubno            | Slovenia  | Logarska dolina HS94 (con Ema Klinec, Špela Rogelj e Urša Bogataj) |
| 5 febbraio 2021  | Hinzenbach        | Austria   | Aigner HS90                                                        |
| 18 febbraio 2021 | Râșnov            | Romania   | Valea Cărbunării HS97                                              |
| 31 dicembre 2021 | Ljubno            | Slovenia  | Logarska dolina HS94                                               |
| 30 gennaio 2022  | Willingen         | Germania  | Mühlenkopf HS145                                                   |
| 27 febbraio 2022 | Hinzenbach        | Austria   | Aigner HS90                                                        |
| 4 marzo 2022     | Oslo Holmenkollen | Norvegia  | Holmenkollen HS134 (con Urša Bogataj, Lovro Kos e Timi Zajc)       |
| 20 gennaio 2024  | Zaō               | Giappone  | Yamagata HS102 (con Nika Prevc)                                    |
| 1º marzo 2024    | Lahti             | Finlandia | Salpausselkä HS130                                                 |

#### Summer Grand Prix
- Vincitrice della classifica generale nel 2023

### Coppa Continentale
- Miglior piazzamento in classifica generale: 26ª nel 2017